# Satellitenstartplatz Sohae
Koordinaten: 39° 39′ 36,3″ N, 124° 42′ 19,1″ O

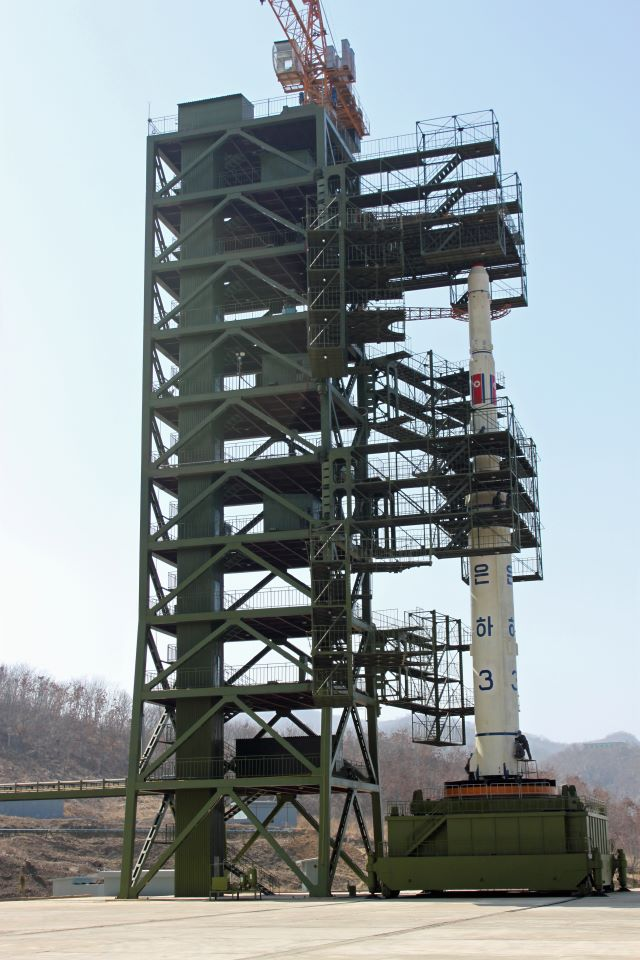
Unha-3-Rakete vor dem Start von Sohae (2012)

Der Satellitenstartplatz Sohae (koreanisch 서해 위성 발사장 / Sŏhae Wisŏng Palsajang, auch bekannt als Tongch'ang-dong-Raketenstartgelände 동창동 미사일 발사장, Pongdong-ri oder Tongch'ang-ri) ist ein Raketenstartplatz in Nordkorea und liegt 15 km südlich von Cholsan in der Provinz P’yŏngan-pukto etwa 50 km südlich der chinesischen Grenze.
Der Startplatz war im Ausland nur von Satellitenbildern bekannt, seit in den 1990er Jahren der Bau begonnen wurde. Erst als die nordkoreanischen Behörden im März 2012 den Start eines Satelliten ankündigten, wurde dabei auch die Existenz und der Name des neuen Startplatzes bekannt gegeben.
Bis dahin hatte man nur die Möglichkeit, von Satellitenbildern auf die Anlagen des Komplexes zu schließen. Anfang April 2012 erhielten ausländische Journalisten jedoch die Möglichkeit, das Startzentrum zu besichtigen, worauf manche bisherigen Annahmen revidiert werden mussten.
Von Sohae aus sind Starts in südlicher Richtung über das Meer möglich, ohne dass in der ersten Phase bewohnte Gebiete oder Nachbarländer überflogen werden. Ausgebrannte Raketenstufen können ins Meer fallen. Somit sind Satellitenbahnen mit hoher Bahnneigung möglich, wie sie für Erdbeobachtungssatelliten üblich sind.
Der erste Start von Sohae erfolgte am 12. April 2012 (nach Ortszeit 13. April) mit einer Rakete vom Typ Unha-3, die aber zwei Minuten nach dem Start in etwa 70 km Höhe zerbrach oder explodierte. Die Trümmer erreichten eine Gipfelhöhe von ca. 151 km und fielen ins Meer zwischen der Volksrepublik China und Südkorea. Der nächste Startversuch war erfolgreich, als am 12. Dezember 2012 der Erdbeobachtungssatellit Kwangmyongsong 3-2 in die Erdumlaufbahn gebracht wurde. In den Jahren 2014 und 2015 wurden die Starteinrichtungen erweitert. Ein weiterer Start einer Unha-3 erfolgte am 7. Februar 2016.